# Bjursjöberget-Hålldammberget
Bjursjöberget-Hålldammberget este o arie protejată (sit de importanță comunitară — SCI) din Suedia întinsă pe o suprafață de 83,95 ha, integral pe uscat.

## Localizare
Centrul sitului Bjursjöberget-Hålldammberget este situat la coordonatele 62°56′37″N 17°09′46″E / 62.943558°N 17.16268°E.

## Înființare
Situl Bjursjöberget-Hålldammberget a fost declarat sit de importanță comunitară în septembrie 2021 pentru a proteja un număr necunoscut de specii din flora spontană și fauna sălbatică aflate în arealul zonei.

## Biodiversitate
Situată în ecoregiunea boreală, aria protejată conține 1 habitat natural: Taiga vestică.
La baza desemnării sitului se află un număr nedeclarat de specii protejate.